# Jan Kowalczyk
Jan Kowalczyk (Drogomyśl, 18 de diciembre de 1941-Varsovia, 24 de febrero de 2020) fue un jinete polaco que compitió en la modalidad de salto ecuestre. Es considerado el jinete más destacado en la historia de este deporte en Polonia.
Participó en tres Juegos Olímpicos de Verano, entre los años 1968 y 1980, obteniendo dos medallas en Moscú 1980, oro en la prueba individual y plata en la prueba por equipos (junto con Marian Kozicki, Wiesław Hartman y Janusz Bobik).

## Palmarés internacional
| Juegos Olímpicos | Juegos Olímpicos | Juegos Olímpicos | Juegos Olímpicos |
| Año              | Lugar            | Medalla          | Categoría        |
| ---------------- | ---------------- | ---------------- | ---------------- |
| 1980             | Moscú (URSS)     | Medalla de oro   | Individual       |
| 1980             | Moscú (URSS)     | Medalla de plata | Por equipos      |